# کورینتس
کورینتس (به اسپانیایی: Corrientes) شهری در کشور آرژانتین، ایالت کورینتس است که در سال ۲۰۰۹ میلادی، حدود ۳۴۵٬۰۰۰ نفر جمعیت داشته است.

## نگارخانه

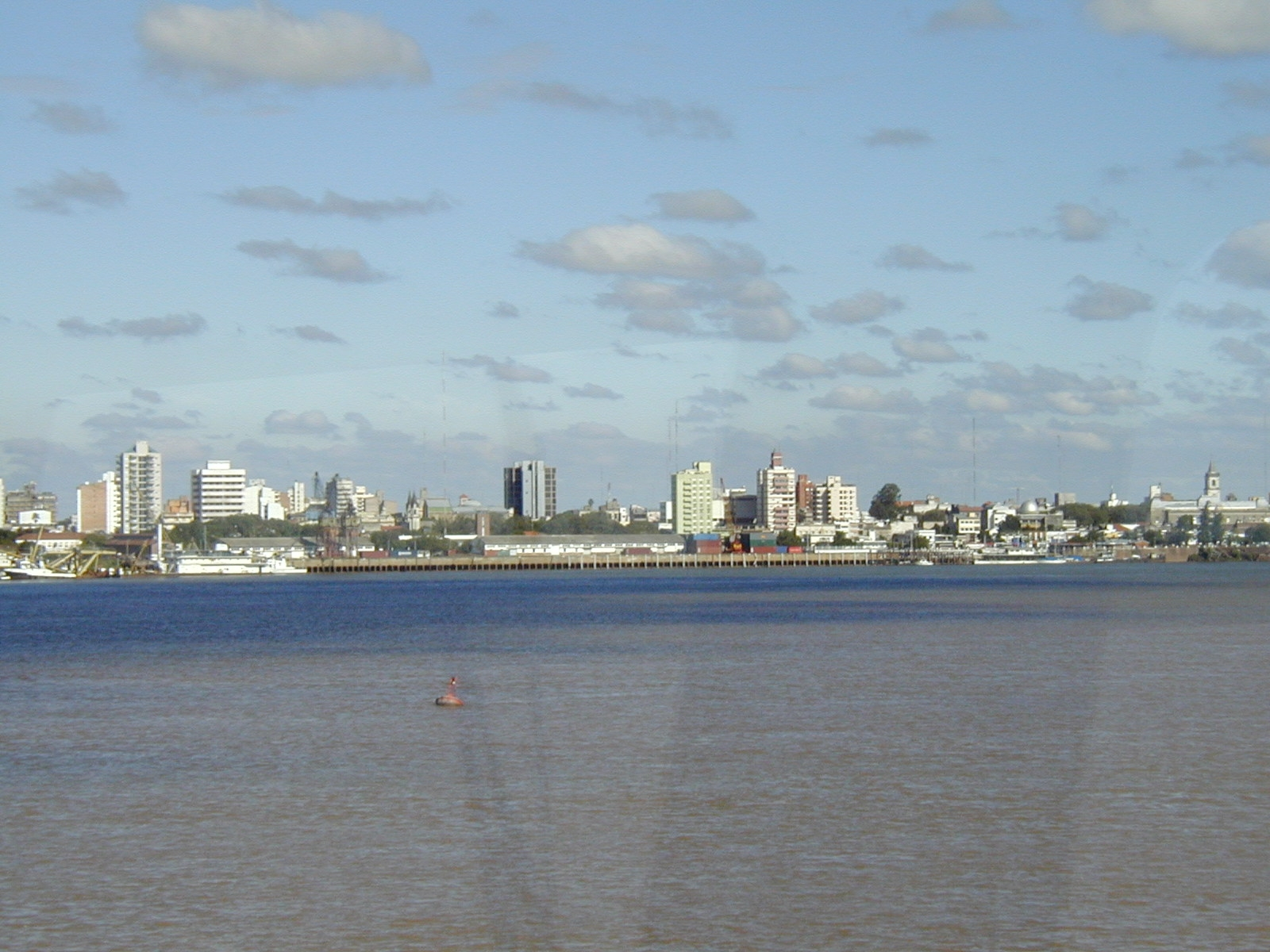
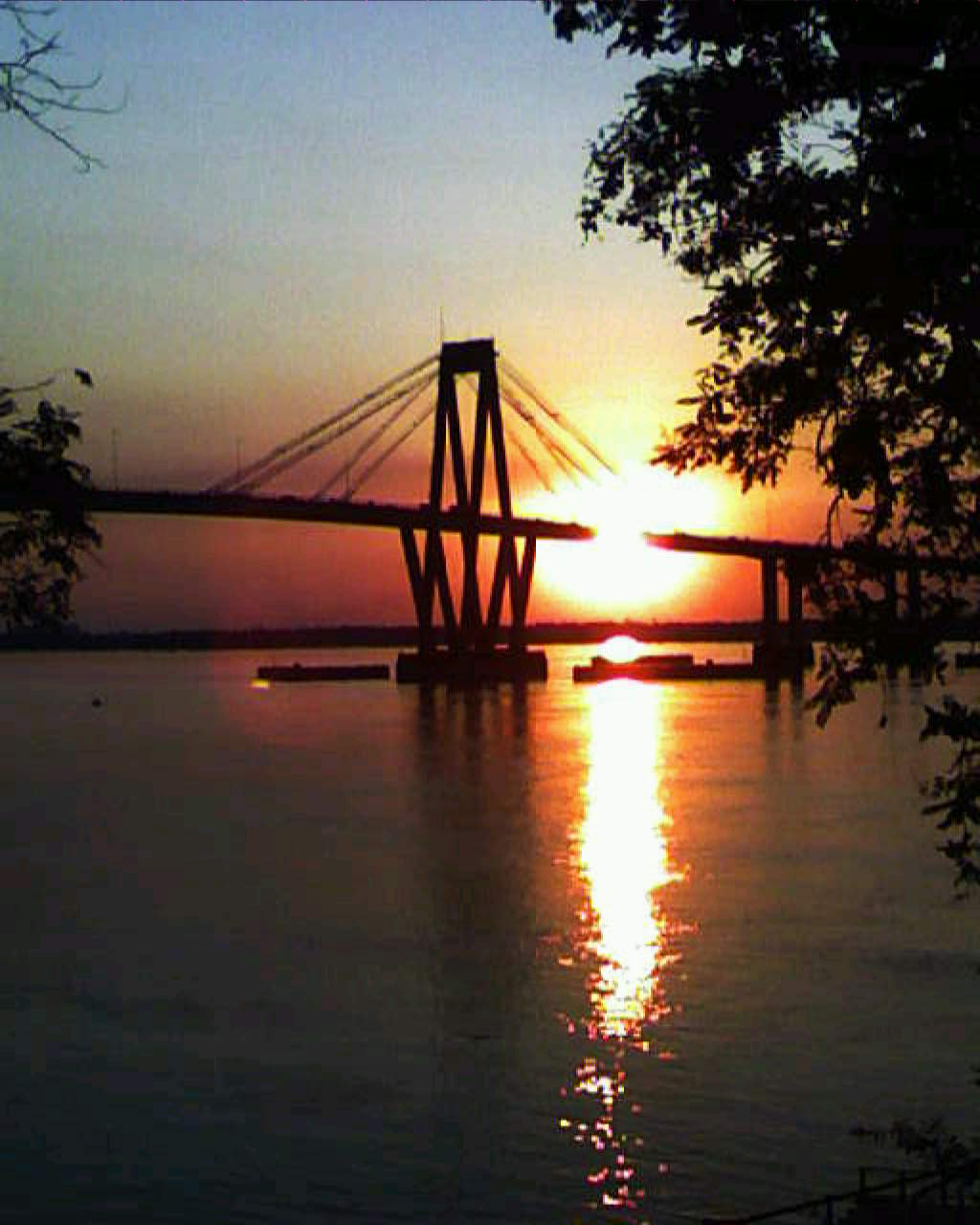
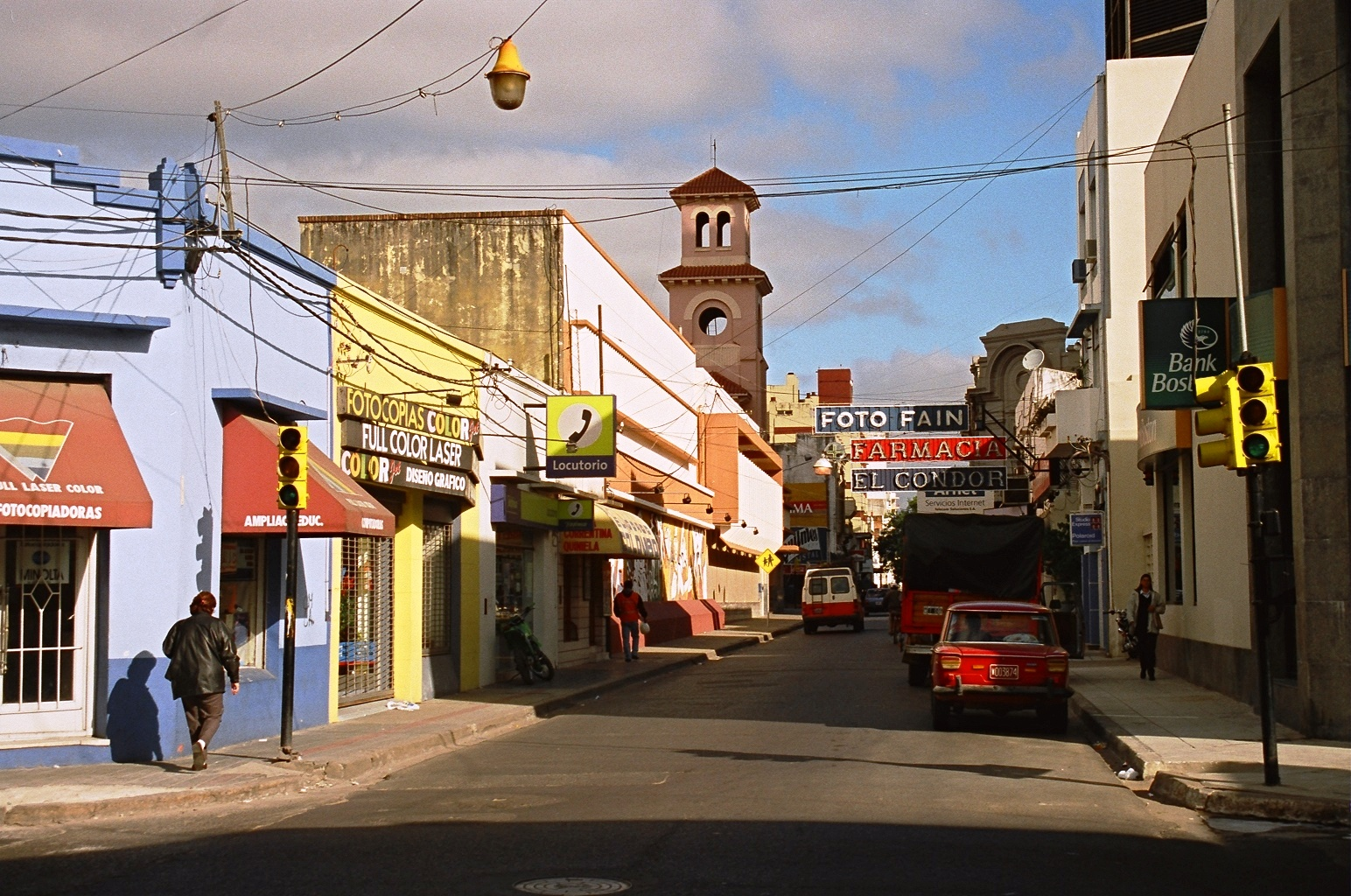
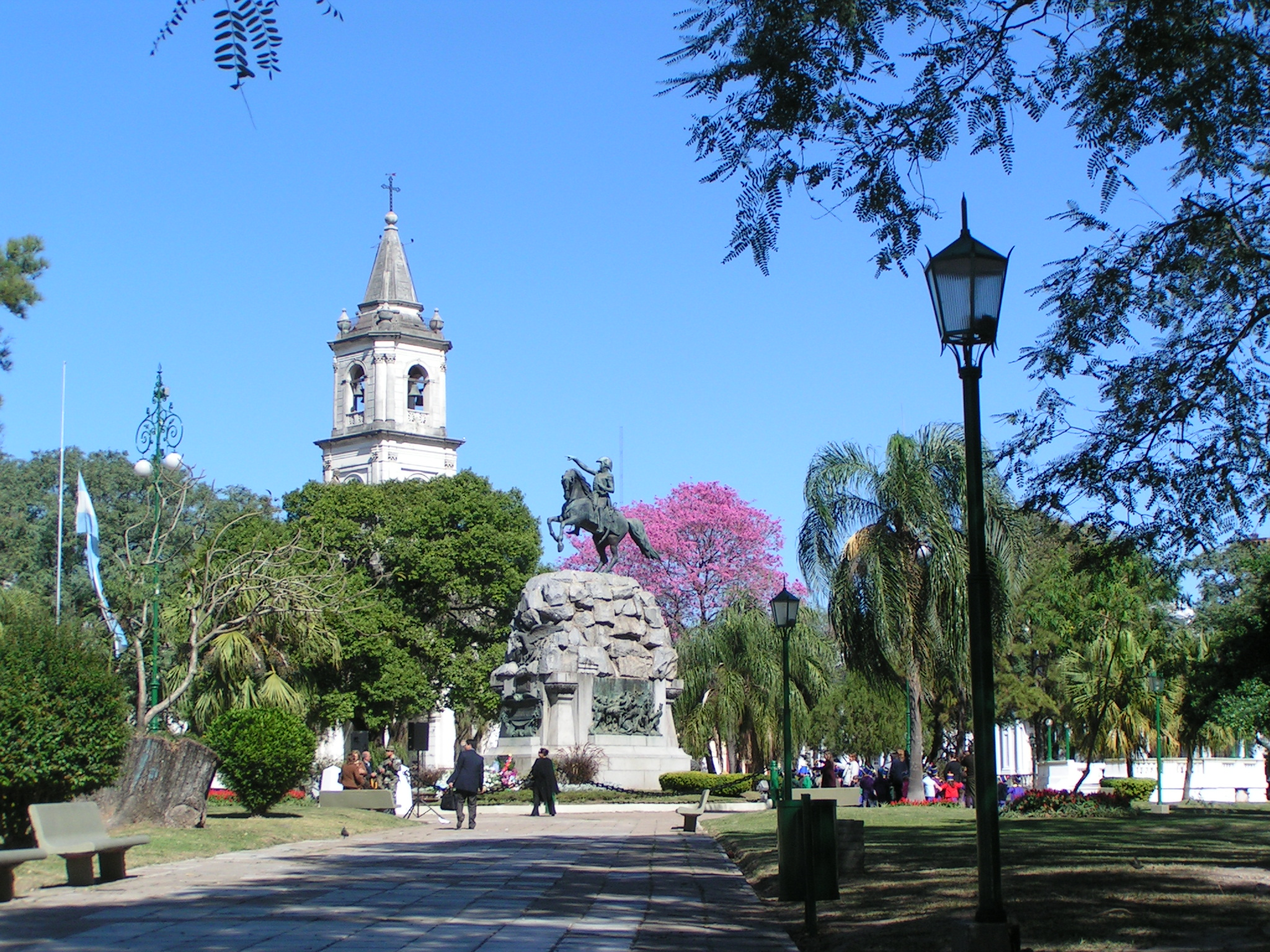
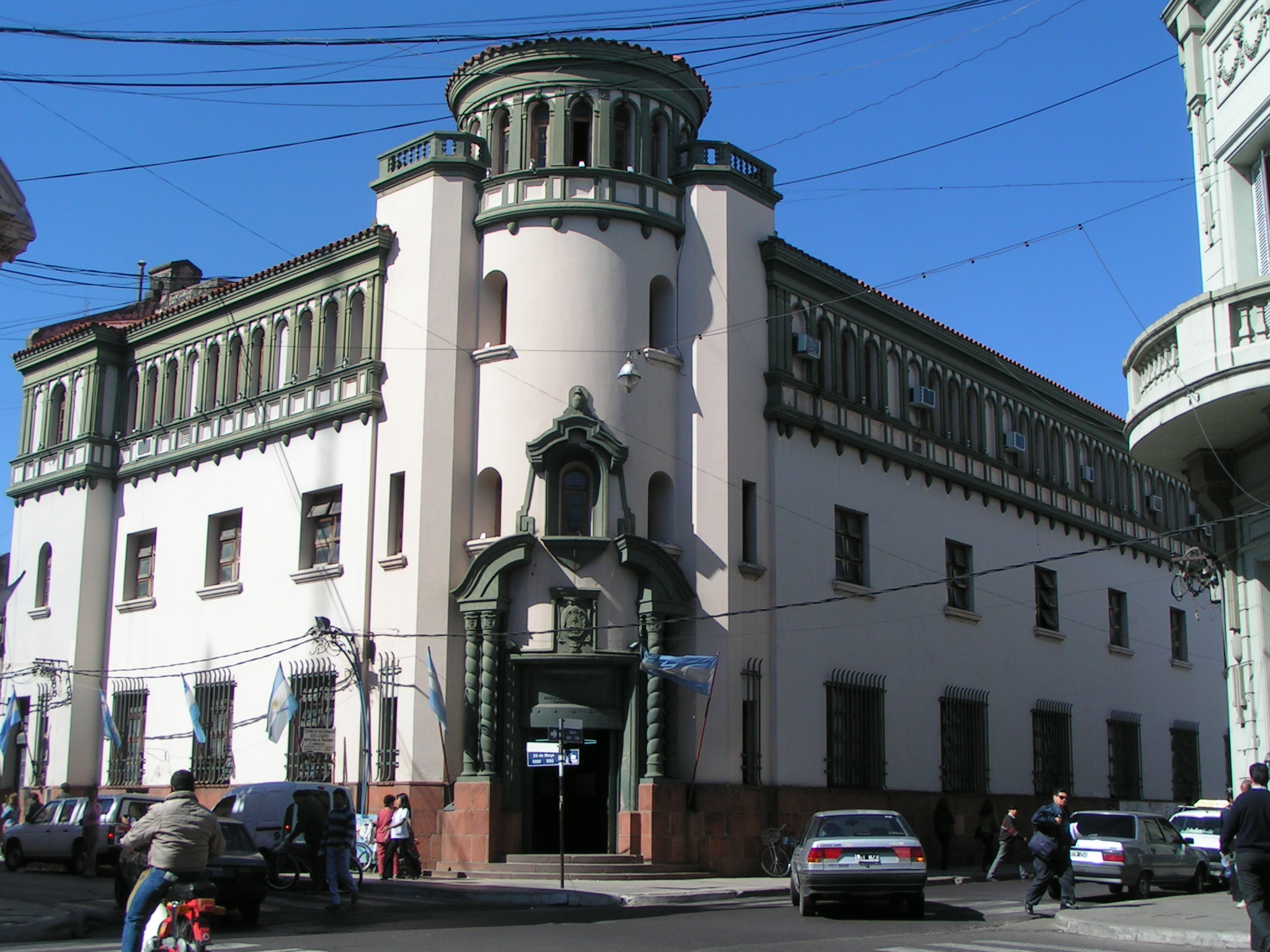
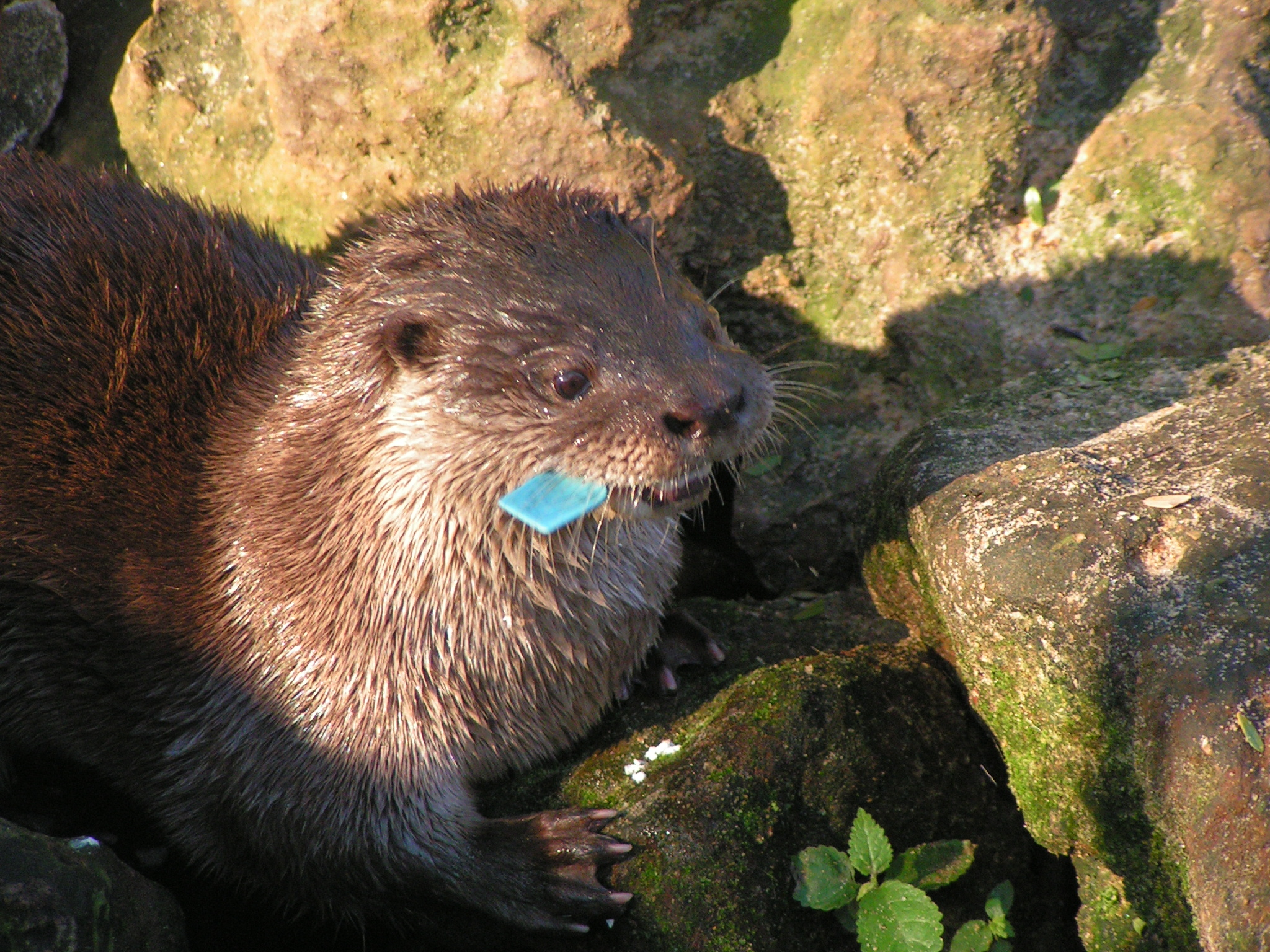